# تصفيات أمريكا الشمالية لكأس العالم 2010

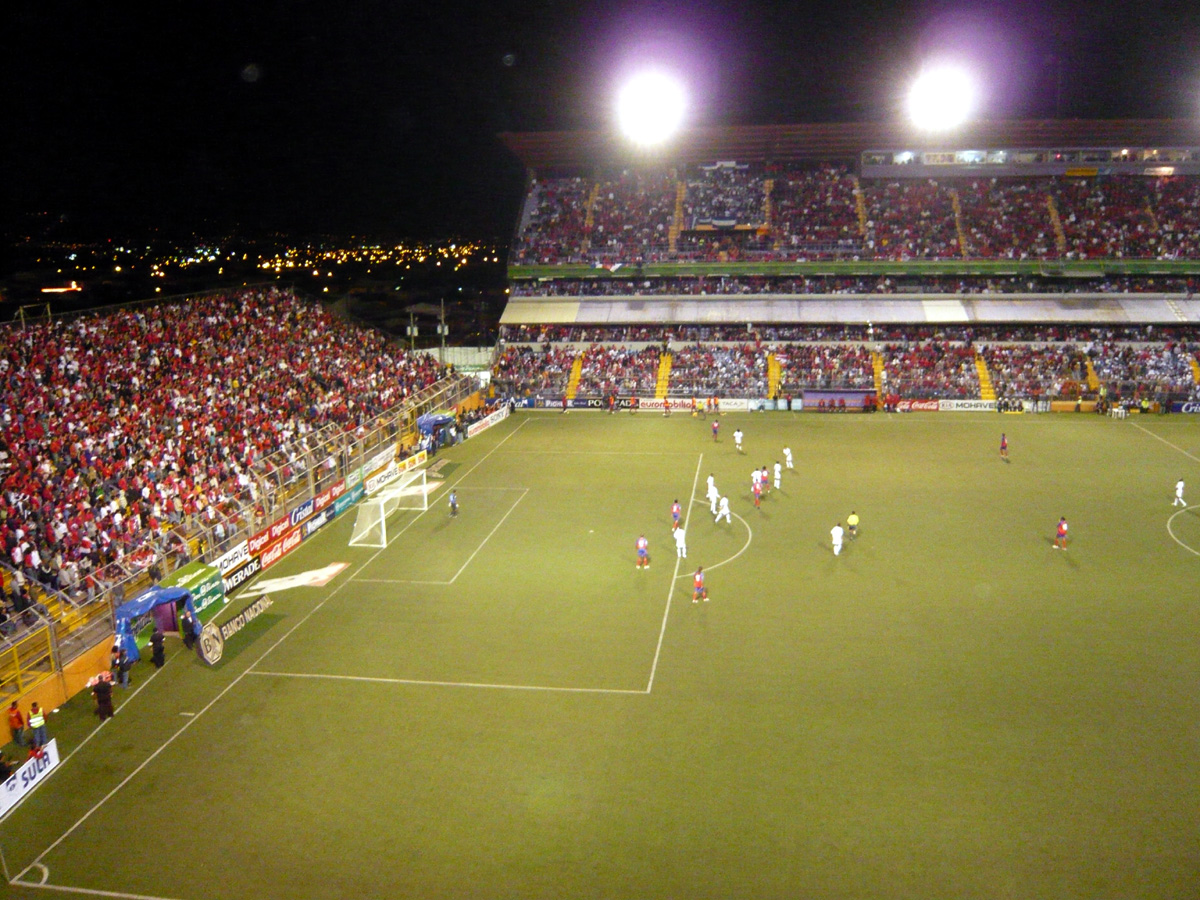

تصفيات الكونكاكاف التي تضم دول أمريكا الشمالية والوسطى والبحر الكاريبي ضمت 35 منتخب تتنافس على 3 بطاقات ونصف مؤهلة إلى بطولة كأس العالم لكرة القدم 2010. تأهلت منتخبات الولايات المتحدة، المكسيك، وهندوراس إلى بطولة كأس العالم فيما صاحب المركز الرابع منتخب كوستاريكا فقد شارك في الملحق القاري ضد خامس تصفيات أمريكا الجنوبية منتخب الأوروغواي وخسر.

## الطريقة
الدور الأول قلص عدد المنتخبات المتنافسة من 35 منتخب إلى 24 منتخب والدور الثاني قلص عدد المنتخبات المتنافسة من 24 منتخب إلى 12 منتخب. المنتخبات الإثني عشر وزعت على 3 مجموعات تضم كل منها 4 منتخبات بحيث يتأهل صاحبي المركزين الأول والثاني إلى الدور الرابع. بدأ الدور الثالث في أغسطس 2008 وانتهى في نوفمبر 2008. بعد لعب الدور الرابع بطريقة الدوري الكامل بين المنتخبات الستة من فبراير إلى أكتوبر 2009 فإن المنتخبات التي تحتل المراكز الثلاث الأولى تتأهل إلى بطولة كأس العالم. صاحب المركز الرابع سيواجه صاحب المركز الخامس في تصفيات أمريكا الجنوبية في مباراتي ذهاب وإياب.

## التوزيع
تم إجراء القرعة في 25 نوفمبر 2007 في ديربان بجنوب أفريقيا وتم تحديد جدول الدور الأول والثاني علما بأن أفضل 13 منتخب سيشاركون مباشرة في الدور الثاني.
- الفئة الأولى: أفضل 3 منتخبات تم وضعها على رؤوس المجموعات الثلاث.
- الفئة الثانية: ثاني أفضل 3 منتخبات تم وضعها في الترتيب الثاني في المجموعات الثلاث.
- الفئة الثالثة: المنتخبات الست التالية ربما سوف تتأهل مباشرة إلى الدور الثاني ولن تلعب ضد منتخبات الفئة الأولى والثانية.
- الفئة الرابعة: منتخب سانت فنسينت والجرينادينز لن يشارك في الدور الأول ولكنه من المحتمل أن يواجه أحد المنتخبات الإثني عشر الممتازة.

في الدور الثاني ينضم إلى المنتخبات الثلاثة عشر المنتخبات الأحد عشر الفائزة في الدور الأول.
| الفئة الأولى (تأهل مباشرة إلى الدور الثاني) (مصنفون من الأول إلى الثالث) | الفئة الثانية (تأهل مباشرة إلى الدور الثاني) (مصنفون من الرابع إلى السادس)                                                                             | الفئة الثالثة (تأهل مباشرة إلى الدور الثاني) (مصنفون من السابع إلى الثاني عشر)                                                                                       |
| ------------------------------------------------------------------------ | --- | --- |
| - المكسيك - الولايات المتحدة - كوستاريكا                                 | - هندوراس - بنما - ترينيداد وتوباغو | - جامايكا - كوبا - هايتي - غواتيمالا - كندا - غيانا |
| الفئة الرابعة (تأهل مباشرة إلى الدور الثاني) (مصنف الثالث عشر)           | الفئة الخامسة (الدور الأول) (مصنفون من الرابع عشر إلى الرابع والعشرين)                                                                                 | الفئة السادسة (الدور الأول) (مصنفون من الخامس والعشرين إلى الخامس والثلاثين)                                                                                         |
| - سانت فينسنت والغرينادين                                                | - باربادوس - سورينام - برمودا - أنتيغوا وباربودا - سانت كيتس ونيفيس - جمهورية الدومينيكان - السلفادور - جزر البهاما - نيكاراغوا - غرينادا - سانت لوسيا | - جزر توركس وكايكوس - جزر الأنتيل الهولندية - جزر العذراء البريطانية - دومينيكا - جزر كايمان - بورتوريكو - أنغويلا - بليز - جزر العذراء الأمريكية - مونتسرات - أروبا |

## الدور الأول
22 منتخب مصنفين من 14 إلى 35 تتنافس في الدور الأول. المنتخبات المصنفة من 14 إلى 24 تتنافقس ضد أحد المنتخبات المصنفة من 25 إلى 35 بطريقة عشوائية. تلعب المباريات بطريقة الذهاب والإياب إلا 3 مواجهات لعبت من مباراة واحدة وهي: بورتوريكو-جمهورية الدومينيكان، غرينادا-جزر العذراء الأمريكية، مونتسيرات-سورينام بسبب أن بعض الاتحادات الوطنية لم تستطع أن تحصل ملاعبها على موافقة شروط الاتحاد الدولي لكرة القدم في إقامة مباريات عليها.
| الفريق الأول          | إجم.              | الفريق الثاني          | مباراة الذهاب   | مباراة الإياب    |
| المجموعة الأولى       | المجموعة الأولى   | المجموعة الأولى        | المجموعة الأولى | المجموعة الأولى  |
| --------------------- | ----------------- | ---------------------- | --------------- | ---------------- |
| دومينيكا              | 1–2               | باربادوس               | 1–1             | 0–1              |
| جزر توركس وكايكوس     | 2–3               | سانت لوسيا             | 2-1             | 0-2              |
| برمودا                | 4–2               | جزر كايمان             | 1–1             | 3–1              |
| أروبا                 | 0–4               | أنتيغوا وباربودا       | 0–3             | 0–1              |
| المجموعة الثانية      |                   |                        |                 |                  |
| بليز                  | 4–2               | سانت كيتس ونيفيس       | 3–11            | 1–1              |
| جزر البهاما           | (هدف اعتباري) 3–3 | جزر العذراء البريطانية | 1–1             | 2–22             |
| جمهورية الدومينيكان   | 0–1               | بورتوريكو              | لا يوجد         | 0–1 (وقت إضافي)3 |
| المجموعة الثالثة      |                   |                        |                 |                  |
| جزر العذراء الأمريكية | 0–10              | غرينادا                | لا يوجد         | 0–103            |
| سورينام               | 7–1               | مونتسرات               | لا يوجد         | 7–14             |
| السلفادور             | 16–0              | أنغويلا                | 12–0            | 4–05             |
| نيكاراغوا             | 0–3               | جزر الأنتيل الهولندية  | 0–1             | 0–2              |

1 بليز نقل مباراة الذهاب إلى غواتيمالا.
2 مباراتي الذهاب والإياب لعبا في البهاما.
3 لعبت من مباراة واحدة.
4 لعبت من مباراة واحدة في ترينيداد وتوباغو.
5 لعبت في الولايات المتحدة بسبب أن ملعب أنغويلا لا يتناسب المواصفات الدولية.

## الدور الثاني
في الدور الثاني الفائزون الأحد العشر انضموا إلى الثلاثة عشر منتخب الذين انتقلوا مباشرة إلى الدور الثاني. المنتخبات المصنفة من 1 إلى 12 ستواجه عشوائيا المنتخبات غير المصنفة بالإضافة إلى منتخب سانت فنسينت والجرينادينز المصنف الثالث عشر. المواجهات لعبت بطريقة الذهاب والإياب والفائزون في مجموع المباراتين يتأهلون إلى الدور الثالث. أقيمت المباريات في يونيو 2008.
| الفريق الأول            | إجم.            | الفريق الثاني         | مباراة الذهاب   | مباراة الإياب   |
| المجموعة الأولى         | المجموعة الأولى | المجموعة الأولى       | المجموعة الأولى | المجموعة الأولى |
| ----------------------- | --------------- | --------------------- | --------------- | --------------- |
| الولايات المتحدة        | 9–0             | باربادوس              | 8–0             | 1–0             |
| غواتيمالا               | 9–1             | سانت لوسيا            | 6–0             | 3–11            |
| ترينيداد وتوباغو        | 3–2             | برمودا                | 1–2             | 2–0             |
| أنتيغوا وباربودا        | 3–8             | كوبا                  | 3–4             | 0–4             |
| المجموعة الثانية        |                 |                       |                 |                 |
| بليز                    | 0–9             | المكسيك               | 0–22            | 0–7             |
| جامايكا                 | 13–0            | جزر البهاما           | 7–0             | 6–03            |
| هندوراس                 | 6–2             | بورتوريكو             | 4–0             | 2–2             |
| سانت فينسنت والغرينادين | 1–7             | كندا                  | 0–34            | 1–4             |
| المجموعة الثالثة        |                 |                       |                 |                 |
| غرينادا                 | 2–5             | كوستاريكا             | 2–2             | 0–3             |
| سورينام                 | 3–1             | غيانا                 | 1–0             | 2–1             |
| بنما                    | 2–3             | السلفادور             | 1–0             | 1–3             |
| هايتي                   | 1–0             | جزر الأنتيل الهولندية | 0–0             | 1–0             |

1 سانت لوسيا نقل المباراة على ملعبه إلى الولايات المتحدة.
2 بليز نقل المباراة على ملعبه إلى الولايات المتحدة.
3 البهاما نقل المباراة على ملعبه إلى جامايكا.
4 تم عكس مباراتي الذهاب والإياب.

## الدور الثالث
الفائزون في الدور الثاني تم توزيعهم على 3 مجموعات تتكون من 4 منتخبات حيث تلعب بطريقة الدوري الكامل. المنتخبان اللذان يحتلان المركزين الأول والثاني سيتأهلون إلى الدور الرابع.

### المجموعة الأولى
| الفريق           | لعب | فاز | تعادل | خسر | له | عليه | +\- | النقاط |
| ---------------- | --- | --- | ----- | --- | -- | ---- | --- | ------ |
| الولايات المتحدة | 6   | 5   | 0     | 1   | 14 | 3    | 11+ | 15     |
| ترينيداد وتوباغو | 6   | 3   | 2     | 1   | 9  | 6    | 3+  | 11     |
| غواتيمالا        | 6   | 1   | 2     | 3   | 6  | 7    | 1−  | 5      |
| كوبا             | 6   | 1   | 0     | 5   | 5  | 18   | 13− | 3      |

### المجموعة الثانية
| الفريق  | لعب | فاز | تعادل | خسر | له | عليه | +\- | النقاط |
| ------- | --- | --- | ----- | --- | -- | ---- | --- | ------ |
| هندوراس | 6   | 4   | 0     | 2   | 9  | 5    | 4+  | 12     |
| المكسيك | 6   | 3   | 1     | 2   | 9  | 6    | 3+  | 10     |
| جامايكا | 6   | 3   | 1     | 2   | 6  | 6    | 0   | 10     |
| كندا    | 6   | 0   | 2     | 4   | 6  | 13   | 7−  | 2      |

### المجموعة الثالثة
| الفريق    | لعب | فاز | تعادل | خسر | له | عليه | +\- | النقاط |
| --------- | --- | --- | ----- | --- | -- | ---- | --- | ------ |
| كوستاريكا | 6   | 6   | 0     | 0   | 20 | 3    | 17+ | 18     |
| السلفادور | 6   | 3   | 1     | 2   | 11 | 4    | 3+  | 10     |
| هايتي     | 6   | 0   | 3     | 3   | 4  | 13   | 9−  | 3      |
| سورينام   | 6   | 0   | 2     | 4   | 4  | 19   | 15− | 2      |

## الدور الرابع
المنتخبات الستة التي وصلت إلى الدور الرابع ستلعب بطريقة الدوري الكامل. أفضل ثلاث منتخبات ستتأهل مباشرة إلى بطولة كأس العالم فيما سيواجه صاحب المركز الرابع في الملحق القاري صاحب المركز الخامس في تصفيات كأس أمريكا الجنوبية في مباراتي ذهاب وإياب.
تم إجراء القرعة في مدينة جوهانسبورغ بجنوب أفريقيا في 22 نوفمبر 2008.
| الفريق           | لعب | فاز | تعادل | خسر | له | عليه | +\- | النقاط |
| ---------------- | --- | --- | ----- | --- | -- | ---- | --- | ------ |
| الولايات المتحدة | 10  | 6   | 2     | 2   | 19 | 13   | 6+  | 20     |
| المكسيك          | 10  | 6   | 1     | 3   | 18 | 12   | 6+  | 19     |
| هندوراس          | 10  | 5   | 1     | 4   | 17 | 11   | 6+  | 16     |
| كوستاريكا        | 10  | 5   | 1     | 4   | 15 | 15   | 0   | 16     |
| السلفادور        | 10  | 2   | 2     | 6   | 9  | 15   | 6–  | 8      |
| ترينيداد وتوباغو | 10  | 1   | 3     | 6   | 10 | 22   | 12– | 6      |

- منتخبات الولايات المتحدة، المكسيك، والهندوراس تأهلت إلى بطولة كأس العالم.
- منتخب كوستاريكا تأهل إلى الملحق القاري.

## الملحق القاري
صاحب المركز الرابع في تصفيات أمريكا الشمالية التقى ضد صاحب المركز الخامس في تصفيات أمريكا الجنوبية في مباراتي الذهاب والإياب. الفائز في مجموع المباراتين يتأهل إلى بطولة كأس العالم 2010.
تم إجراء قرعة لمعرفة من سيلعب أولا على ملعبه في مباراة الذهاب وذلك في مؤتمر الاتحاد الدولي لكرة القدم الذي أقيم في نساو بالبهاما في 2 يونيو 2009.
| الفريق الأول | إجم. | الفريق الثاني | مباراة الذهاب | مباراة الإياب |
| ------------ | ---- | ------------- | ------------- | ------------- |
| كوستاريكا    | 1–2  | الأوروغواي    | 1-0           | 1-1           |

فاز منتخب الأوروغواي 2-1 في مجموع المباراتين وتأهل إلى بطولة كأس العالم.

## الهدافون
تم تسجيل 349 هدف في 109 مباراة بمعدل 3.2 هدف لكل مباراة.
| التصنيف | اللاعب              | مجموع الأهداف | الأهداف لكل جولة | الأهداف لكل جولة | الأهداف لكل جولة | الأهداف لكل جولة | الأهداف لكل جولة |
| التصنيف | اللاعب              | مجموع الأهداف | الدور الأول      | الدور الثاني     | الدور الثالث     | الدور الرابع     | الملحق القاري    |
| ------- | ------------------- | ------------- | ---------------- | ---------------- | ---------------- | ---------------- | ---------------- |
| 1       | روديس كوراليس       | 8             | 6                | 0                | 1                | 1                | X                |
| 2       | كارلوس بافون        | 7             | —                | 0                | 0                | 7                | Q                |
| 2       | لوتون شيلتون        | 7             | —                | 5                | 2                | X                | X                |
| 4       | علي غيربا           | 6             | —                | 4                | 2                | X                | X                |
| 4       | برايان رويز         | 6             | —                | 1                | 3                | 2                | 0                |
| 4       | إيليسيو كوينتانايلا | 6             | 1                | 2                | 1                | 2                | X                |
| 4       | كارلوس رويز         | 6             | —                | 4                | 2                | X                | X                |
| 4       | كارلو كوستلي        | 6             | —                | 0                | 1                | 5                | Q                |
| 4       | جوزي ألتيدور        | 6             | —                | 0                | 1                | 5                | Q                |
| 10      | سيلسو بورخيس        | 5             | —                | 0                | 2                | 3                | 0                |
| 10      | ونسلي كريستوف       | 5             | 2                | 0                | 3                | X                | X                |
| 10      | كلينت ديمبسي        | 5             | —                | 2                | 2                | 1                | Q                |

"—" == لم يشارك في الدور الأول
"X" = خرج
"Q" == المنتخب تأهل إلى بطولة كأس العالم ولا يحتاج إلى الملحق القاري
4 أهداف
| - ألفارو سابوريو - روبيرتو ليناريس - رونالد سيريتوس - رودولفو زيلايا | - ريكي تشارلز - ديفد سوازو - كيون دانييل | - ميكائيل برادلي - بريان تشينغ - لاندون دونوفان |

3 أهداف
| - أرماندو ألونسو - شون مارتن - جيسون روبرتس - رامون نونييز | - فرناندو أرسي - كواتيموك بلانكو - جاريد بورغيتي - أندريس غواردادو | - بافل باردو - كارلوس فيلا - كليفتون ساندفليت - دوايت يورك |

هدفين
| - كيري سكيبل - ديون ماكولي - ديفون ديغراف - جون باري نوسوم - أنادال ويليامز - دواين دي روزاريو - أليخاندرو ألبيزار - والتر سينتينو - أندي فورتادو - فرويلان يديزما - روي ميري - فيكتور نونيز - ألونسو سوليس - خيمي كولومي - خينيل ماركيز | - خين فالنسيا - كريستيان كاستيلو - خوليو إنريكي مارتينيز - أوسايل روميرو - ويليام أنطونيو توريس - ماريو رافاييل رودريغيز - غونزالو روميرو - أبنر تريخيروس - خوليو سيزار دي ليون - أمادو غيفارا - ويلسون بلاسيوس - ديون بورتون - مارلون كينج - عمر برافو | - غييرمو فرانكو - بيتر فيليغاس - كنوين مكفي - رايدل تشورمان - راسيل لاتابي - كيري بابتيست - كارلوس إدواردز - كورنيل غلين - ستيرن جون - كينواين جونز - داماركوس بيزلي - كارلوس بوكانيغرا - كونور كيسي - تشارلي ديفيز |

هدف
| - أوكيم تشالنغر - جورج دبلن - غايسون غريغوري - تايو سيمون - تيران ويليامز - مايكل بيثل - ديمون ميتشل - ليزلي سانت فليور - دواين ستانفورد - راشيدا ويليامز - هاريسون روتشز - إلروي سميث - تايرل بيرغيس - كوام ستيد - روهان لينون - جوليان دي جوزمان - أندريه هينو - إيسي ناكاجيما فاران - توماش رادزينسكي - أدريان سيريو - مارشال فوربس - أليان غرانت - راندال أزوفيفا - جونيور دياز - فريدي فيرنانديز - بابلو هيريرا بارانتيس - ليونيل دوارت - هينسي مونوز - ألياني أورغيليس - ريتشارد باكيت - لويس أنايا - سيزار لاريوس | - كارلوس مونتياغودو - إيمرسون أومانيا - بايرون بوب - دورسيت لانغيني - باتريك موديست - شين ريني - خوسيه مانويل كونتريراس - كارلوس إدواردو غالاردو - ماركو بابا - نايجل كودرينغتون - فرانتس بيرتن - برونيل فوسين - ليونيل سان بريو - ألان فوبيرت - والتر مارتينيز - هيندري توماس - ميلفين فالاداريس - عمر كامينغز - عمر دالي - ريكاردو فولر - ريكاردو غاردنر - إيان غوديسون - تايرون مارشال - ديمار فيليبس - أندي وليامز - نيري كاستيلو - إسرائيل كاسترو - جيوفاني دوس سانتوس - جوني ماغالون - رافاييل ماركيز - فرانسيسكو بالنسيا - أوسكار روخاس | - ميجيل صباح - كارلوس سالسيدو - فيسنت ماتياس فوسو - فلاديمير فاريل - أنطون يونغسما - تايرون لوران - أنجيلو زيمرمان - خوسيه لويس غارسيس - لويس تيخادا - كريس ميغالوديس - أورلاندو ميتشوم - جيرارد ويليامز - تيتوس إيلفا - غيلبيرت نيهيم - مارلون جيمس - كينزو هور - ميلفين فاليز - جيرمين سيرجيو فان ديك - كليون ووندل - داريل روبرتس - كولين صامويل - هايدن تينتو - غافين غلينتون - ديفيد لوري - فريدي أدو - ريكاردو كلارك - كيني كوبر - فرانكي هايدوك - إيدي جونسون - إيدي لويس - أوغوتشي أونييوو |

هدف عكسي
| - داريو سييرا (لصالح أنتيغوا وباربودا) - داريل فيرغسون (لصالح الولايات المتحدة) - تيرفور لينون (لصالح المكسيك) | - مارفن غونزاليس (لصالح المكسيك) - ريكاردو أوسوريو (لصالح هندوراس) - إيوجين مارثا (لصالح هايتي) | - مارلون فيلتر (لصالح السلفادور) - ديريك غاردن (لصالح السلفادور) - دوايت فيرغسون (لصالح غرينادا) |

## وصلات خارجية
- North, Central America & Caribbean Zone at FIFA.com